# آوازهای بی‌کلام
آوازهای بی‌کلام (Lieder ohne Worte) مجموعه‌ای از قطعات کوتاه و شاعرانه برای پیانو است که بین سال‌های ۱۸۲۹ و ۱۸۴۵ توسط فلیکس مندلسون، آهنگساز دوره رمانتیک، نوشته شد. همچنین فانی مندلسون، خواهر آهنگساز، قطعاتی در همین ژانر نوشت. این مجموعه هشت جلدی و هر جلد آن شامل شش قطعه هست. جلد اول این قطعات در سال ۱۸۳۲ در لندن به چاپ رسید.

## پیش‌زمینه
در اوایل قرن نوزدهم، محبوبیت پیانو در اروپا افزایش یافت و به یک اسباب رایج در منازل بسیاری از خانواده‌های طبقه متوسط تبدیل شد. 
مجموعه آواز‌های بی‌کلام در چنین شرایطی منتشر شد؛ از آنجاییکه که پیانیست‌های متعددی توان نواختن این قطعات را داشتند، این مجموعه به محبوبیت بسیاری دست یافت. بااینحال محبوبیت مذکور منجر شد که منتقدان بسیاری ارزش موسیقایی مجموعه آواز‌های بی‌کلام را ناچیز بشمارند.
در دوره رمانتیک، ساخت قطعات کوتاه و آوازگونه برای پیانو رواج داشت؛ با اینحال «آوازهای بی‌کلام» به طور خاص ایده جدیدی بود. خواهر مندلسون، فانی، قطعات مشابهی نوشت (بااینحال چندان عنوان‌بندی نشده‌اند) و برخی از مورخان موسیقی معتقدند که او در ایده گرفتن مندلسون موثر بود.به نظر می‌رسد عنوان «آوازهای بی‌کلام»، ابداع شخص آهنگساز باشد؛ فانی در سال ۱۸۲۸ در نامه‌ای نوشت: «جشن تولدم خیلی خوب برگزار شد... فلیکس به آلبوم من یک قطعه «آواز بی‌کلام» هدیه داد. (او این اواخر قطعات زیبایی نوشته هست.)»
مندلسون نمی‌پذیرفت که برای این قطعات، از تعابیر و تفاسیر بیش از حد لفظی و کلامی استفاده شود؛ هنگامی که دوست او قصد داشت برای ملموس کردن آواز‌های بی‌کلام، چند کلمه‌ای در کنار آنها بنویسد، مندلسون این‌گونه‌ با او مخالفت کرد:
آنچه را که دوست دارم موسیقی ابراز کند، آن‌چنان مبهم نیست که به نوشته نیازی داشته باشد؛ برعکس، بسیار هم واضح هست.